# برنهارد کولمان
برنهارد کولمان (به آلمانی: Bernhard Cullmann) بازیکن فوتبال و هافبک اهل آلمان است که از سال ۱۹۷۳ میلادی عضو تیم ملی فوتبال آلمان بوده‌است. وی در ۴۰ بازی ملی حضور داشته است و آخرین بازی ملی خود را در سال ۱۹۸۰ میلادی انجام داد. برنهارد کولمان در بازی‌های ملی‌اش ۶ گل به ثمر رساند.